# Генезис мінералів
Генезис мінералів (рос.генезис минералов, англ. genesis of minerals, mineral genesis; нім. Mineralgenesis f) — послідовна сукупність процесів, внаслідок яких утворюються окремі мінерали і мінеральні родовища.
Розрізняють генезис мінеральних індивідів і їх агрегатів та генезис мінеральних видів і їх сукупностей (парагенезисів).